# Kamionka Mała (Ukraina)
Kamionka Mała (ukr. Мала Кам'янка) – wieś na Ukrainie, w  obwodzie iwanofrankiwskim, w rejonie kołomyjskim.